# 高橋至時

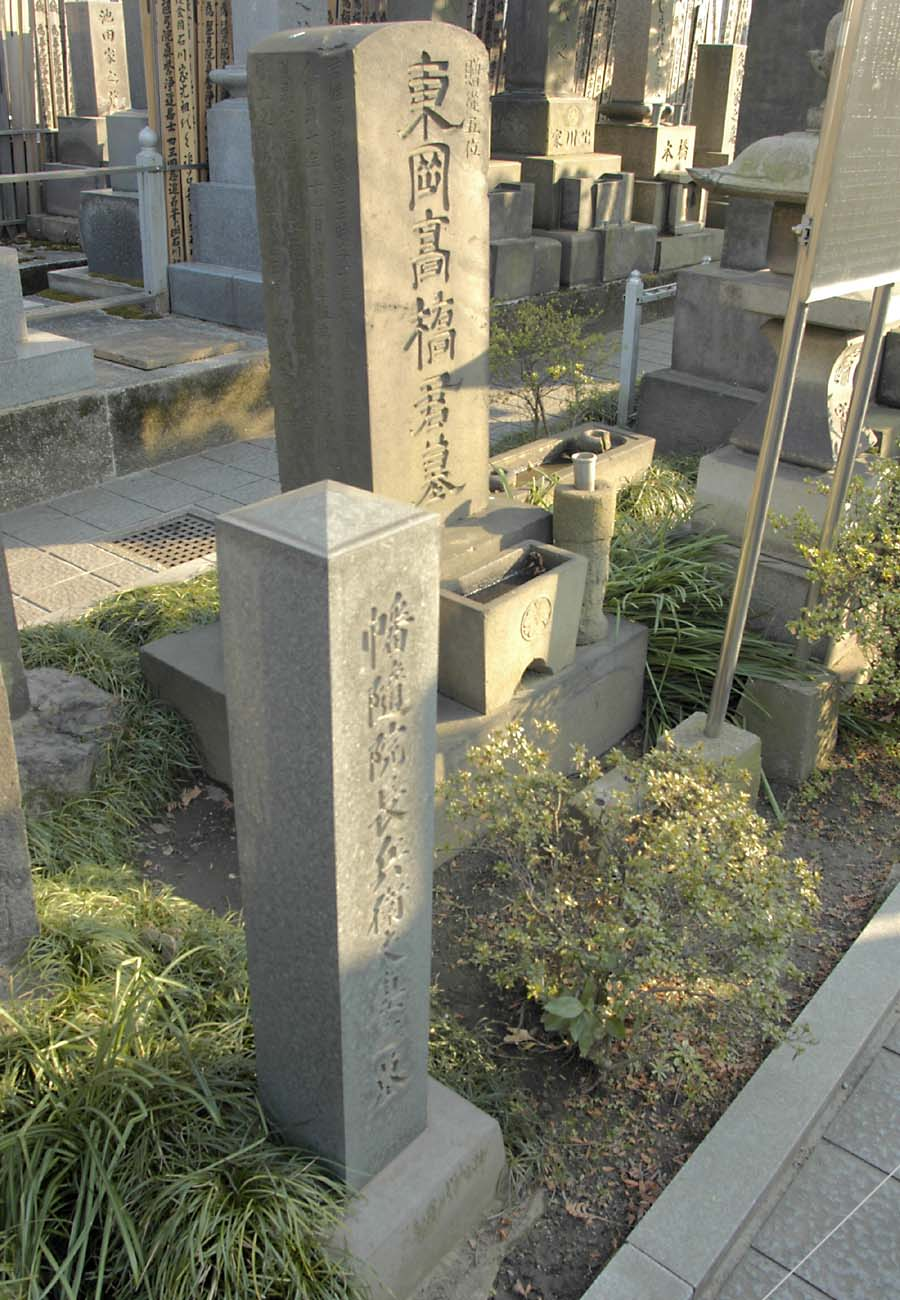
上野源空寺にある高橋至時墓。奥には伊能忠敬、手前には高橋景保の墓がある。再手前の石碑は幡随院長兵衛夫婦の墓碑案内板。

高橋 至時（たかはし よしとき、明和元年11月30日（1764年12月22日） - 享和4年1月5日（1804年2月15日）は、江戸時代後期の天文学者。天文方に任命され、寛政暦への改暦作業において、間重富とともに中心的な役割を果たした。また、伊能忠敬の師としても知られる。子に天文学者で伊能忠敬の没後「大日本沿海輿地全図」を完成させた高橋景保、天保改暦を主導した渋川景佑がいる。

## 生涯

### 麻田剛立に師事
明和元年（1764年）、大坂定番同心の家に生まれた。字は子春、号は東岡・梅軒。通称作左衛門。安永7年（1778年）15歳の時、父である高橋徳次郎元亮の跡を継いで大坂定番同心となった。天明4年（1784年）、同心永田元左衛門清賢の娘である志勉（しめ）と結婚した。翌年に景保、2年後に景佑が生まれ、その後にさらに3人の子をもうけた。
幼いころから算学に興味をもっていた至時は、天明6年（1786年）ごろ、松岡能一に算学を学んだ。そして暦学を学ぶため、天明7年（1787年）麻田剛立（あさだごうりゅう）に師事した。
当時の日本の暦は宝暦暦を用いていたが、この暦は精度が悪く、宝暦13年（1763年）に起きた日食の予報を外してしまっていた。一方でこの日食は在野の複数の天文家によって事前に予測されていて、その中の一人が麻田剛立であった。剛立はその後、中国や西洋の天文学を読み解いたうえで、さらに自らの理論も加味した独自の暦「時中暦（時中法）」を作成し、高い精度を誇っていたため、当時の人々の間で評判が高かった。至時はこの剛立のもとで、同じころに入門した間重富とともに天文学・暦学を学んだ。その熱心さは、至時の家が火事で全焼した翌日にも、焼け跡で剛立や重富と暦学の議論を行うほどであった。
当時至時らが暦学を学ぶ際に参考にしていたのは、授時暦や貞享暦などの日本・中国の暦法、および『暦算全書』、『天経或問』といった書物だった。そしてその中でも重要視されたのが、『暦象考成上下編』であった。
『暦象考成上下編』は、何国宗・梅殻成らによって編纂された、西洋の天文学をまとめた書で、天体の運動についてはティコ・ブラーエによる円軌道を基軸としている。ところがその後、間重富は新たに『暦象考成後編』を入手した。本書は書名こそ同じ『暦象考成』であるが、著者も内容も異なるため、実質的には「上下編」とは別の書である。『暦象考成後編』では太陽と月の運動を、円軌道ではなく、ヨハネス・ケプラーの唱えた楕円軌道で説明していた。この理論は当時の日本人にとっては革新的であり、かつ難解でもあったが、至時は剛立・重富と共に取り組んだ研究の結果、この理論を習得することができた。こうして至時らの天文学の知識は当時の日本では他を抜きんでたものになってゆき、その評判は広く知られるようになっていった。

### 寛政の改暦
寛政7年（1795年）、至時は重富とともに、幕府から、改暦を行うための出府を命じられた。至時は同年4月に江戸へ赴任し、4月28日に測量御用手伝、11月14日に幕府天文方となった。一方で、10月には妻の志勉が29歳で死去した。志勉は下級武士で薄給だった時代の至時を支え、家計をやりくりしながら至時の観測道具代を捻出しており、その良妻ぶりは後の世にも知られるようになる。至時はこの後再婚することはなかった。
寛政8年（1796年）に至時は正式に改暦の命を受けた。そして9月に江戸を出て10月からは京都にて観測及び改暦作業に当たった。これは、当時の改暦は京都の土御門家が責任者となっていたため、改暦作業には土御門家の協力と承認が必要だったためである。
改暦に当たっての資料としては『暦象考成後編』を活用したが、同書には太陽系の5惑星（水星・金星・火星・木星・土星）の運動についての記述がなかったため、それらについては『暦象考成上下編』を参考にした。また加えて、麻田剛立によって理論づけられた消長法（太陽などの運動が年月を経るごとに少しずつ変化してゆくという説）も採用した。
寛政9年（1797年）10月、「暦法新書」8巻が提出され、至時らは改暦作業を終えた。この新暦は寛政暦と名付けられ、寛政10年（1798年）より施行された。寛政暦は実質的に至時と重富の2人が中心となって作った暦であるが、2人は天文方となってから日が浅かったため、他の天文方、あるいは土御門家や陰陽頭らとの見解と折り合いをつけなければならず、至時らの理論が十分に生かされなかった部分もあった。

### 至時と忠敬
改暦のために江戸に向かった数か月後、至時の元に伊能忠敬が弟子入りを求めて訪れた。至時は19歳年上の忠敬に暦学や天文学を教えた。至時は毎日天体観測に熱を入れる忠敬を「推歩先生」と呼んだ。
忠敬は緯度1度に相当する子午線弧長を求めることに興味をもち、それは至時の関心事でもあった（詳細は後述）。忠敬は深川の自宅から浅草の天文台までの距離を歩いて測量しその値をもとに大まかな値を求めたが、至時は、そのような短い距離で求めても意味がないと応じた。そして、正確な値を求めるならば、江戸から蝦夷ぐらいまでの距離が必要だと述べた。
この事がきっかけとなり、忠敬の蝦夷測量が行われ、さらにその後の日本全国の測量へとつながった。至時は蝦夷地測量に当たって幕府に許可を得たり、測量中に問題が起こった時には忠敬に助言を与えたりするなど、測量事業を支援した。

### 改暦後
改暦のために在京していた時から、至時の健康状態は勝れず、たびたび激しい咳をしていた。改暦後も、咳は持病であると自ら称していて、体調の悪い日は外出できず、時には10日間臥せっていたこともあった。現在では、このころから至時は結核を患っていたと推定されている。
このような状態であったが、改暦を成し遂げた至時の評判はますます高まり、幕府からの信頼も厚くなった。そのため至時は、改暦をつかさどる土御門家とのやりとりや、その他の雑務に追われるようになった。さらに、前述のように、寛政暦は至時にとって満足のゆくものではなかったため、暦学の研究も続けた。
享和2年（1802年）に起こった日食では、寛政暦と15分のずれが生じた。このことを至時は残念がり、寛政暦の改良に向けて天体観測にも力を注いだ。病気がちのなか、時には徹夜して研究を続ける至時に対し、間重富は、あなたの身には暦学の興廃がかかっているのだから、病気の時は休養に専念するようにとの手紙を送っている。翌享和3年（1803年）には体調は回復し、全快ともいえる状態になった。

### 晩年
至時は、前野良沢や司馬江漢らと交流し、研究のために西洋の天文書を入手しようとしていたが、専門的な書物の入手には至らないでいた。しかし享和3年（1803年）、若年寄の堀田正敦から、ジェローム・ラランドが著した天文書ラランデ暦書を渡され、調査を命じられることになった。これを手にした至時は、「実ニ大奇書ニシテ精詳ナルコト他ニ比スヘキナシ」と、同書の優れていることにすぐさま気付いた。さらに、この書を読み解けば、『暦象考成後編』には記されていなかった5惑星の運動などについても理解することができると感じ、解読につとめた。
『ラランデ暦書』は個人の所有物であったため、十数日後に所有者の元へと戻された。しかし至時は幕府に対し、同書を買い上げるよう強く求め、同書は7月に至時を含む幕府の天文方3名に下附された。
至時は日夜研究を続け、『ラランデ暦書』を元にして自らの見解を書き加えた『ラランデ暦書管見』の執筆に取り組んだ。この期間に残した研究のための稿本は、およそ2000ページ（1000丁）にもなる。しかし寝食を忘れるほど熱心に注ぎ込んだ研究は、いったん回復傾向に向かっていた至時の体調を再び悪化させた。そして『ラランデ暦書』を手にした半年後の文化元年（1804年）に死去した。享年41。遺体は上野の源空寺に葬られている。

### 死後
至時の死後、『ラランデ暦書』の研究は天文方によって続けられ、文政9年（1826年）、『新巧暦書』としてまとめられた。『新巧暦書』の編集にあたっては、至時の『ラランデ暦書管見』も参考にされた。
伊能忠敬は至時の死後も測量を続け、日本全国の測量事業を完了させた。忠敬はその後の文政元年（1818年）、測量後の地図作成作業の途中で亡くなった。遺言で忠敬は、師である至時のそばに葬ってほしいとの言葉を残したため、源空寺に、至時と隣り合って墓石が置かれている。
至時の長男である高橋景保は至時の死後、後継として天文方に任命された。そして『ラランデ暦書』の翻訳事業や忠敬の測量事業にも関わったが、シーボルト事件により文政12年（1829年）に獄死した。
次男の景佑は天文方として『新巧暦書』の編集にかかわり、その『新巧暦書』を元にした天保暦の作成にあたっても中心的な役割を果たした。
1914年（大正3年）、従五位を追贈された。

## 著書
至時には公刊された書物はないが、本の形でまとめられた著作は多く残している。
- 『刪補授時暦交食法』（寛政元年）
- 『寛政暦法』（全7冊、寛政9年、共著）
- 『増修消長法』（寛政10年）
- 『新考日食三法』（全3冊、寛政10年）
- 『気朔筒法』（寛政11年）
- 『新修五星法及図説』（全2冊、寛政12-享和3年）
- 『赤道日食法不用月地高度説』（享和2年）
- 『修正赤道日食法』（寛政12年稿、享和2年補）
- 『新考交食法及図説』（全3冊、享和2年）
- 『授時暦日食法論解』（享和2年）
- 『暗乂利亜暦考』（享和2-3年）
- 『海中舟道考』
- 『ラランデ暦書管見』（全11冊、現存8冊、享和3年）

このほかに渋川景佑の残した目録に、書名が確認されている至時の著作が幾つか存在するが、それらの実物は発見されていない。

## 学問

### 西洋の天文学
至時は西洋の天文学の習得に積極的に努めた（詳細は後述）。しかし西洋の理論をそのまま取り入れるだけでなく、誤りだと感じた箇所は自らの手で修正を行うなど、批判的な精神を持ち合わせていた。
西洋天文学に対する理解度は優れていて、『ラランデ暦書管見』の内容もおおむね間違いはないといわれている。ただし光行差については、『ラランデ暦書管見』で1冊を費やして解読につとめたが、光の速度という概念がつかめず、理解には及んでいない。また、『ラランデ暦書』の力学的な部分は至時の関心の対象外であったため、『ラランデ暦書管見』では取り上げられていない
また、オランダ語の学力は無かったとされていて、『ラランデ暦書管見』にも「予蘭語ヲ知ラズ。故ニ解シガタシ」といった記述がみられる。入手した蘭書は、図や数式から読み解いていったものと考えられている。

### 日本・中国の天文学
西洋天文学を学ぶ一方で、授時暦などの昔からの暦学や天文記録もおろそかにしなかった。初学者にはまず授時暦を学ばせ、そこから『暦象考成上下編』、『暦象考成後編』と順を追って学ばせる方式をとっていた。そして、授時暦には誤りもあるが、だからといってそれを捨て去ることは「先賢ヲ蔑視スルニモ至ル」ことだと記した。
師である麻田剛立の影響も大きく、寛政の改暦においても、剛立が作り上げた消長法を、他の天文方の反対を押し切って取り入れた。さらに、消長法を独自に発展させ、トレピデーション（歳差の周期が変化するという説。ティコ・ブラーエによって否定された）などを使用して消長法を説明した。
至時は、消長法は西洋の天文学にも無い理論で我々はこれを誇るべきだとたたえたが、実際のところ、この消長法は古代の精度の悪い観測値などをよりどころとしていて、至時の死後には、消長法が無いほうが暦として正確になるとの批判が多くなってきた。そのため、次の天保暦では消長法は取り入れられなかった。

## 至時と西洋天文学

### 地動説
至時は著作『増修消長法』や『新修五星法及図説』において、西洋では天の中心は地球ではなく太陽であるという説があると述べ、地動説を取り上げた。そして、地球は地軸を傾けて自転し、その上で太陽の周りを1年かけて公転していることも記述しており、このことから至時は地動説の基本的な概念は理解していたと考えられる。
至時は、地動説だと天体の運動がシンプルに記述できると評価した。さらに、天動説にのっとって書かれた当時の中国の暦書『崇禎暦書』では、夜空に見える恒星は歳差運動をしていると書かれていたが、至時はこれに疑問を抱き、地球のほうが動いていると考えれば、全天数万の恒星すべてをわざわざ動かす必要はなくなると記した。
しかし至時は結局、地動説を自らの惑星運動論に取り入れることはしなかった。『新修五星法及図説』では、地球は不動で太陽や他の惑星が地球の周りを公転するという、プトレマイオスの天動説にもとづいた上で、地球以外の惑星については、さらに太陽の公転半径軌道と同じ大きさの周転円をもうけるという、独自の理論によって惑星の運動を説明した。また、その『新修五星法及図説』の第二稿では、惑星の運動はティコ・ブラーエの理論（地球を中心に太陽が公転し、その太陽の周りを地球以外の惑星が公転する）を採用している。至時が地動説を採用しなかった理由について、『新修五星法及図説』では、地動説を採用すると人の疑怪を招くからだと説明されている。
| 緯度 | 1度距離（マイル） |
| ---- | ----------------- |
| 0度  | 60.00             |
| 10度 | 59.50             |
| 20度 | 59.57             |
| 30度 | 59.67             |
| 40度 | 59.80             |
| 50度 | 59.93             |
| 60度 | 60.06             |
| 70度 | 60.16             |
| 80度 | 60.235            |
| 90度 | 60.26             |

### 地球の形状
至時はボイス(Egbert Buys)が書いた『ウヲールデンブツク』(Nieuw en Volkomen Woordenboek van Konsten en Weetenschappen)、およびラランドの『ラランデ暦書』を読み、地球が完全な球体ではなく南北方向につぶれた扁球形であることを知った。どちらの書を先に読んだかは定かではないが、ボイスの書が先ではないかと推定されている。
『ウヲールデンブツク』には右表のような、各々の緯度における、緯度1度にあたる距離の違いが掲げられており、これは至時の著書『ラランデ暦書管見』にも引用されている。至時はこの表を見て、緯度1度の距離が場所によって異なることを知り、このことから地球が完全な球形でないことに気付いたものと考えられている。そして後に『ラランデ暦書』を読むことによって、正確にそのことを認識したと思われる。至時は『ラランデ暦書管見』において、「地球ハ真円ニアラズシテハ、橢円ノ形ナリ。其形チ東西長ク南北短シ」と記した。地球が完全な球形でないことを認識し記述したのは、日本では至時が初めてといわれている。
また、『ウヲールデンブツク』では右表のように、赤道直下の値を60マイルとしているが、これに対して至時は、「六十里トナシタルハ、恐ラクハ誤リナラン。理ヲ以テコレヲ論ズレバ、両極下ハ大ニシテ、赤道下ハ至小也」と指摘した。至時の指摘は正しく、実際に『ウヲールデンブツク』の60マイルという数値は誤りである。至時は自らの手で計算し、赤道直下の緯度1度は59.479にあたると記述した（実際の数値は59.49）。

### 経緯度
至時は、里差（経度差）の問題に関心を持っていた。『暦象考成後編』などの暦書は北京の経度・緯度を基準にして作られているため、これをそのまま使用すると日本での観測値とずれが生じてしまう。そのため北京から京都ないしは江戸までの距離を求めて修正を行わなければならないが、当時はこの距離が正確に分かっていなかった。
距離を求めるには両地点での経度・緯度をもとにして計算を行う必要がある。しかし緯度1度の子午線弧長の値も当時は明らかでなかった。そこで伊能忠敬は測量を通じて緯度1度の距離を求め、28.2里という結果を得た。
しかし至時は、土地には高低差があるため、測量では正確な値は決まらないと考え、忠敬の測定値に信頼を置かなかった。また忠敬の測量では、他の測定箇所では28.2里前後であったのに対し、江戸から宇都宮の区間までの測定値は27.5里であった。忠敬は、この区間は測量器具による誤差の影響があったためだと考えた。しかし至時は、江戸から宇都宮まではほぼ平坦な土地であるから、こちらの測定値のほうが実際の値に近いのではないかと疑問をもった。
後年、至時は『ラランデ暦書』にて、緯度1度は25リーグで、1リーグは2283トワーズであるという記述を見た。至時はさらに同書に載っていたpied、stadie、schreedeといった単位を利用して換算を行い、1トワーズは日本でいう6尺4寸2分にあたると計算した。
すなわち、
1リーグ = 2283×6.42尺 = 14656.86尺
これを元に緯度の算出を行うと、
緯度1度 = 25リーグ = 14656.86 × 25尺 = 366421.5尺
1里は36町で、1町が60間、1間が6尺なので、
1里 = 36 × 60 × 6尺 =12960尺
したがって、
緯度1度 = 366421.5 ÷ 12960里 = 28.273…里
となる。こうして至時は、忠敬の測量値が『ラランデ暦書』の値とほぼ一致することを確かめた。

### 惑星の軌道半径
|      | 至時の計算値 | 至時の再計算値 | 当時の西洋書の値 | 【参考】現代の値 |
| ---- | ------------ | -------------- | ---------------- | ---------------- |
| 土星 | 9.53299      | 9.5379585      | 9.53800          | 9.540912         |
| 木星 | 5.19957      | 5.20109295     | 5.20110          | 5.202513         |
| 火星 | 1.523656     | 1.5236888      | 1.52369          | 1.523691         |
| 金星 | 0.7233393    | 0.7233324      | 0.72333          | 0.723322         |
| 水星 | 0.3871062    | 0.3870992      | 0.38710          | 0.387099         |

至時は著書『新修五星法及図説』において、自らが行った観測結果から、惑星の公転周期を計算した。そして、公転周期の2乗と軌道半径の3乗の比が一定になるという法則、つまりいわゆるケプラーの第3法則を利用して、惑星の軌道半径を計算した（至時はこの法則を剛立から学んでいる）。
この値を西洋の書物である『アールドゴローツ』（ヨハン・リリウス著）および『ナチュルキュンテ』（ベンヤミン・マルチン著）に載っている値と比較すると、わずかなずれが見られた。至時は、このずれは1年という単位が違うためではないかと考えた。つまり、至時は1年を、太陽が地球の周りを公転する周期（太陽年）で計算したが、西洋書は、地球から見た恒星が同じ位置に来るまでの時間（恒星年）を1年として計算していると判断したのである。そして実際に、恒星年を元に再び計算を行うと、西洋の書物の値とほぼ一致し、剛立や至時自らの理論の正しいことが確かめられた。